# Bagley (Minnesota)
Bagley város az USA Minnesota államában. Lakosainak száma 1285 fő (2020. április 1.).

## Népesség
A település népességének változása:

| 2010 | 1 392 |
| 2020 | 1 285 |